# Sandra Pisani
Sandra Pisani (1959. január 23. – Adelaide, Dél-Ausztrália, 2022. április 19.) olimpiai bajnok ausztrál gyeplabdázó.

## Pályafutása
Két olimpián vett részt az ausztrál válogatottal.
Az 1984-as Los Angeles-i olimpián negyedik helyezést ért el a csapattal. 1988-ban Szöulban olimpiai bajnoki címet szerzett a válogatottal.

## Sikerei, díjai
- Olimpiai játékok
  - aranyérmes: 1988, Szöul